# Roy Mason (műkorcsolyázó)
Roy Mason (1933. december 13. – 2017. március 10.) Európa-bajnoki bronzérmes angol jégtáncos.

## Pályafutása
Mary Parryvel alkotott egy párt a jégen és az életben is. 1955-től versenyeztek együtt a Birmingham Ice Dance Club színeiben. Az 1960-as Garmisch-Partenkirchen-i Európa-bajnokságon bronzérmet szereztek jégtáncban.
Az 1988-as calgary-i olimpián pontozóbíróként működött közre. Utolsó éveiben Parryvel Sutton Coldfieldben élt. 2017. március 10-én hunyt el, egy héttel párja, Mary Parry halála után.

## Eredményei
| Esemény          | 1957–58 | 1958–59 | 1959–60 | 1960–61 | 1961–62 | 1962–63 |
| ---------------- | ------- | ------- | ------- | ------- | ------- | ------- |
| világbajnokság   |         |         |         |         | 9.      | 6.      |
| Európa-bajnokság |         |         | 3.      | 4.      | 4.      | 5.      |
| brit bajnokság   | 6.      | 4.      | 2.      |         | 2.      | 3.      |